# Marciana Marina
Marciana Marina es una localidad italiana de la provincia de Livorno, región de Toscana, con 1.958 habitantes.

Ubicación de la ciudad de Marciana Marina dentro de la provincia de Livorno.

## Evolución demográfica
| Gráfica de evolución demográfica de Marciana Marina entre 1861 y 2001 |
|                                                                       |
| Fuente ISTAT - Elaboración gráfica por parte de Wikipedia             |